# Diocesi di Midica
La diocesi di Midica (in latino Dioecesis Midicensis) è una sede soppressa e sede titolare della Chiesa cattolica.

## Storia
Midica, nei pressi di Sfax nell'odierna Tunisia, è un'antica sede episcopale della provincia romana di Bizacena.
Unico vescovo conosciuto di questa diocesi africana è il donatista Marco, che prese parte alla conferenza di Cartagine del 411, che vide riuniti assieme i vescovi cattolici e donatisti dell'Africa romana; la sede in quell'occasione non aveva vescovi cattolici.
Dal 1933 Midica è annoverata tra le sedi vescovili titolari della Chiesa cattolica; dal 13 maggio 1987 il vescovo titolare è Leonard William Kenney, già vescovo ausiliare di Birmingham.

## Cronotassi

### Vescovi
- Marco † (menzionato nel 411) (vescovo donatista)

### Vescovi titolari
- Bolesław Pylak † (14 marzo 1966 - 27 giugno 1975 nominato vescovo di Lublino)
- Zygmunt Kamiński † (28 ottobre 1975 - 10 gennaio 1984 nominato vescovo coadiutore di Płock)
- Leonard William Kenney, C.P., dal 13 maggio 1987